# Coma (puntuació)
La coma o vírgula (,) és un signe de puntuació que representa una pausa breu en el discurs.

## Història
Al segle iii aC Aristòfanes de Bizanci el cap de la Biblioteca d'Alexandria va desenvolupar el primer sistema per tal de dividir en parts més petites les frases. El punt actual va esdevenir la barra "/", la virgula suspensiva ("branqueta penjant") o coma, també es va usar especialment en els texts que es recitaven. L'impressor italià del Renaixement Aldus Manutius va fundar la notació actual. Al decurs del segle xvi, la coma va passar a la línia de fons i es va crear la forma encrespada.